# Уэйлс, Этель
Эте́ль Уэ́йлс (Уэльс) (англ. Ethel Wales; 4 апреля 1878, Пассейик — 15 февраля 1952, Голливуд, Калифорния) — американская киноактриса.

## Биография
Этель Уэйлс (девичья фамилия неизвестна) родилась 4 апреля 1878 года в городе Пассейик (штат Нью-Джерси, США). Окончила Висконсинский университет. В 1900-х годах познакомилась с Сесилом и Уильямом Демиллями, которые в то время были актёрами театра и драматургами. В 1910-х годах братья уехали в Голливуд, и Уэйлс последовала с ними. Демилли основали киностудию, а женщина была принята на работу в качестве секретаря и кастинг-директора. С 1920 года 42-летняя Уэйлс начала карьеру киноактрисы, которая продолжалась три десятилетия.
Этель Уэйлс скончалась 15 февраля 1952 года в Голливуде. Похоронена на кладбище «Инглвуд-Парк» в городе Инглвуд (Калифорния).

### Личная жизнь
В 1917 году 39-летняя Этель впервые вышла замуж: её избранником стал Веллингтон Уэйлс — бизнес-менеджер Мэри Пикфорд на пике её популярности. В 1930 году последовал развод, от брака остался сын, Веллингтон Чарльз Уэйлс (1917—1966), который стал журналистом The New York Times. Внук актрисы, Сэмюэл (1947—1966), погиб в 19-летнем возрасте в железнодорожной катастрофе, а вскоре, не выдержав горя, от сердечного приступа скончался и его отец.

23 октября 1933 года Уэйлс вышла замуж за бизнесмена из Юмы по имени Джон У. Стоктон, пара поселилась в районе Ла-Холья города Сан-Диего (Калифорния).

## Избранная фильмография
За свою карьеру длиной 30 лет (1920—1950) Уэйлс снялась в 138 фильмах: три из них были короткометражными, и в 37 случаях она не была указана в титрах (в основном это относится ко второй половине её карьеры (звуковое кино) — после 1932 года).
В титрах указана
- 1921 — После представления[англ.] / After the Show — домовладелица
- 1921 — Мисс Лулу Бэтт[англ.] / Miss Lulu Bett — бабушка Лулу Бэтт
- 1922 — Купленная и оплаченная[англ.] / Bought and Paid For — телеграфистка
- 1922 — Стриженные волосы[англ.] / Bobbed Hair — миссис Ламонт
- 1922 — Всегда ли супружество неудачно?[англ.] / Is Matrimony a Failure? — миссис Скиннер
- 1922 — Милые люди[англ.] / Nice People — миссис Хейфер
- 1922 — Непредумышленное убийство[англ.] / Manslaughter — заключённая
- 1923 — Крытый фургон / The Covered Wagon — миссис Уингейт
- 1924 — Белый грех[англ.] / The White Sin — тётя Синтия
- 1924 — Откровение[англ.] / Revelation — мадам Хофер
- 1924 — Аллея любовников[англ.] / Lovers' Lane — тётя Мелисси
- 1924 — Мертон из фильмов[англ.] / Merton of the Movies — миссис Монтагю
- 1925 — Старьёвщик[англ.] / The Rag Man — миссис Бернард
- 1925 — Чудовище[англ.] / The Monster — миссис Уотсон
- 1926 — Создана для любви[англ.] / Made for Love — леди Диана Трент
- 1927 — Похитители колыбелей[англ.] / Cradle Snatchers — Этель Дрейк
- 1928 — Дамские ночи в турецкой бане[англ.] / Ladies' Night in a Turkish Bath — миссис Спиверс
- 1929 — Дело Донована[англ.] / The Donovan Affair — миссис Линдси
- 1929 — Девушка из шоу[англ.] / The Girl in the Show — миссис Тракстон
- 1929 — Дитя субботнего вечера / The Saturday Night Kid — Лили Вудрафф
- 1930 — Открытые лодыжки[англ.] / Loose Ankles — Катерина Харпер[6]
- 1930 — Том Сойер / Tom Sawyer — миссис Харпер
- 1930 — Уголовный кодекс[англ.] / The Criminal Code — Кэти Райан
- 1932 — Тринадцатый гость[англ.] / The Thirteenth Guest — тётя Джейн Торнтон
- 1932 — Клондайк[англ.] / Klondike — Сэди Джонс
- 1935 — ? / Bar 20 Rides Again — Кларисса Питерс
- 1937 — Лига перепуганных мужчин[англ.] / The League of Frightened Men — владелица книжного магазина
- 1939 — В старом Кальенте[англ.] / In Old Caliente — тётя Фелиция
- 1940 — Молодой Билл Хикок[англ.] / Young Bill Hickok — миссис Стаут
- 1941 — Пограничные линчеватели[англ.] / Border Vigilantes — тётя Дженифер
- 1944 — Лесоруб[англ.] / Lumberjack — тётя Эбби Питерс
- 1950 — Запятнанный[англ.] / Tarnished — Айда Бейкер

В титрах не указана
- 1921 — Запретный плод[англ.] / Forbidden Fruit — секретарша
- 1930 — Любовь среди миллионеров / Love Among the Millionaires — недовольная вдова
- 1931 — Герти Золотой Песок[англ.] / Gold Dust Gertie — секретарша
- 1932 — Люби меня сегодня[англ.] / Love Me Tonight — мадам Дютуа, портниха
- 1932 — Знак креста / The Sign of the Cross — жалующаяся жена
- 1933 — Женщина[англ.] / Female — секретарша
- 1934 — Преступный доктор[англ.] / The Crime Doctor — мисс Фарнум, секретарша
- 1934 — Домохозяйка[англ.] / Housewife — регистратор избирателей
- 1935 — Добро пожаловать домой[англ.] / Welcome Home — миссис Уимс
- 1935 — Варварское побережье[англ.] / Barbary Coast — жена мэра
- 1935 — Другое лицо[англ.] / Another Face — тётя Хэтти Бэндж
- 1936 — Провинциалка[англ.] / Small Town Girl — миссис Джонсон
- 1937 — Ты не сможешь победить любовь[англ.] / You Can't Beat Love — миссис Эбернати
- 1939 — Дайте нам жить[англ.] / Let Us Live — Элла, уборщица в театре
- 1940 — Чёрная команда / Dark Command — горожанка
- 1941 — Цветы в пыли / Blossoms in the Dust — сердитая женщина на балконе Сената
- 1946 — Белокурое алиби[англ.] / Blonde Alibi — домовладелица
- 1947 — Катастрофа: История женщины[англ.] / Smash-Up, the Story of a Woman — жена фермера в огне
- 1947 — Добро пожаловать, незнакомец[англ.] / Welcome Stranger — миссис Симс
- 1947 — Непобеждённый / Unconquered — селянка
- 1950 — Модные штаны[англ.] / Fancy Pants — миссис Уилкинс

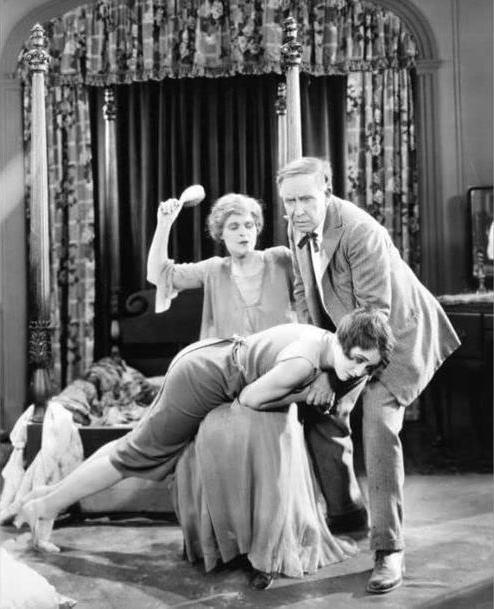
Этель Уэйлс (стоит), Салли О’Нил (лежит) и Деуитт Дженнингс[англ.] в фильме «Нет» (1925)
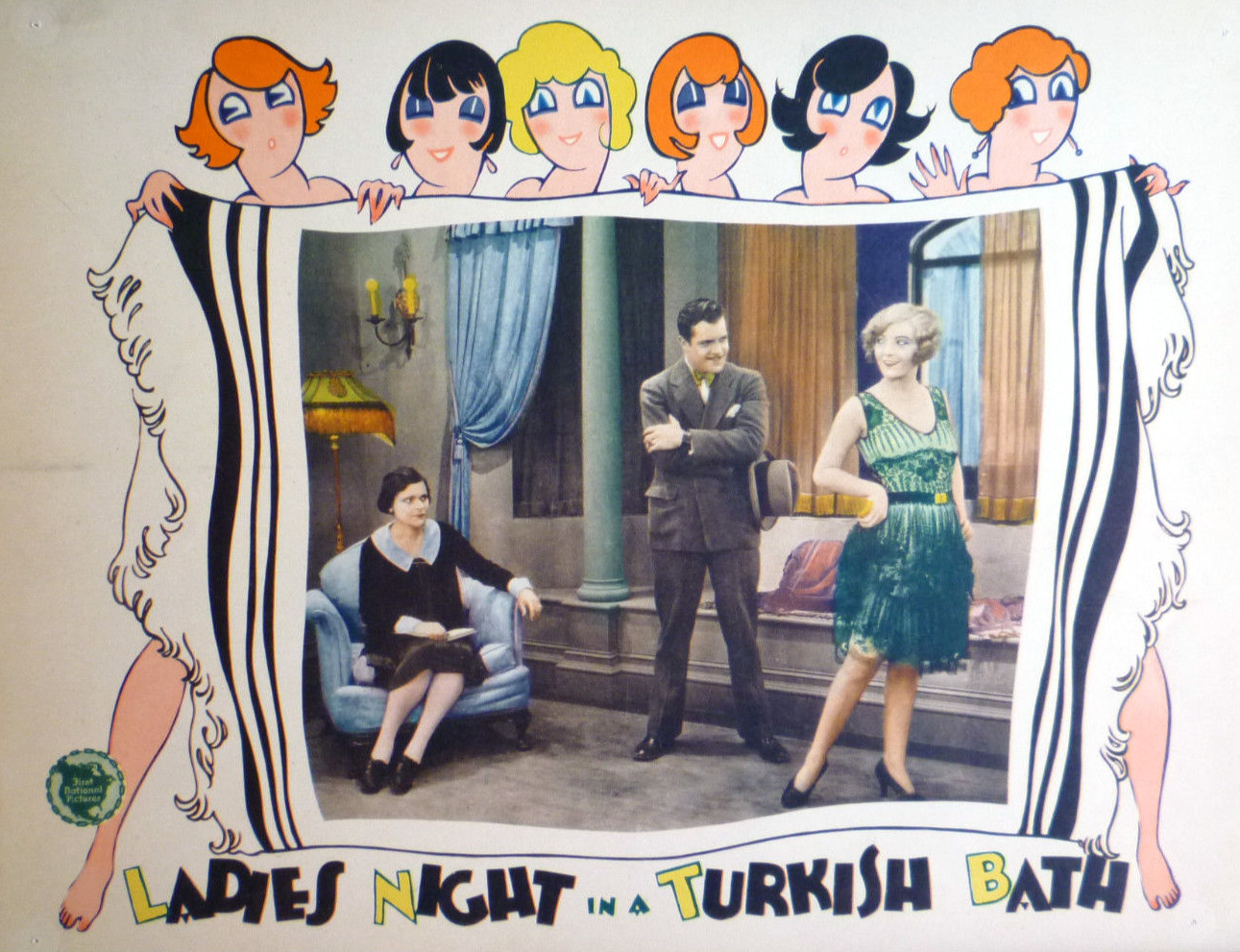
Этель Уэйлс (слева, сидит) на лобби-карточке фильма «Дамские ночи в турецкой бане[англ.]» (1928)